# Euceros obliquus
Euceros obliquus là một loài tò vò trong họ Ichneumonidae.